# Cuartel General del Ejército Imperial Japonés (Tonowas)
El Cuartel General del Ejército Imperial Japonés durante la Segunda Guerra Mundial para la defensa de Tonowas, una isla en lo que ahora es el estado de Chuuk en los Estados Federados de Micronesia, estaba ubicado en un búnker subterráneo en el pueblo de Roro. Las instalaciones subterráneas, que incluían una oficina, un centro de comunicaciones, una imprenta, un almacén de suministros e instalaciones médicas, se construyeron en respuesta a los ataques aéreos estadounidenses contra las instalaciones, que estaban asociadas con la principal instalación naval de la Armada Imperial Japonesa en el lago Chuuk.
Las instalaciones fueron incluidas en el Registro Nacional de Lugares Históricos de los Estados Unidos en 1976, una época en la que la región formaba parte del Territorio en Fideicomiso de las Islas del Pacífico administrado por Estados Unidos.